# 1357
سنة 1357 كانت سنة بسيطة تبدأ يوم الأحد (الرابط يظهر نموذج التقويم الكامل للسنة) من التقويم اليولياني.

## مواليد
- الهادي بن إبراهيم الوزير

## وفيات
- أفونسو الرابع ملك البرتغال
- ابن جزي الكلبي شاعر أندلسي
- ابن كر
- سديد الدين الكازروني طبيب إيراني
- سليمان باشا بن أورخان
- ضياء الدين برني
- ماريا من البرتغال (ملكة قشتالة)
- مالك أشرف
- يوهان الثاني (بورغريف نورنبيرغ)